# Novo Selo (Vladimirci)
Novo Selo (Servisch: Ново Село) is een plaats in de Servische gemeente Vladimirci. De plaats telt 106 inwoners (2002).